# Пасицельська волость
Пасицельська волость — історична адміністративно-територіальна одиниця Ананьївського повіту Херсонської губернії.
Станом на 1886 рік складалася з 10 поселень, 10 сільських громад. Населення — 2430 осіб (1249 чоловічої статі та 1181 — жіночої), 1568 дворових господарств.
|                     | Площа, десятин | У тому числі орної, дес. |
| ------------------- | -------------- | ------------------------ |
| Сільських громад    | 15239          | 8690                     |
| Приватної власності | 2726           | 1247                     |
| Казенної власності  | —              | —                        |
| Іншої власності     | 144            | 140                      |
| Загалом             | 18109          | 10077                    |

Найбільші поселення волості:
- Пасицели — колишнє власницьке село при річці Сухий Тилігул за 25 верст від повітового міста, 2727 особи, 514 дворів, православна церква, школа. За 6 верст — поштова станція, залізнична станція, буфет, 2 лавки, торжок, склад спирту, щоденні базари.
- Андріяшивка — колишнє власницьке село при річці Кодима, 505 особи, 104 двори.
- Байтали — колишнє власницьке село при річці Сухий Тилігул, 1562 особи, 308 дворів, православна церква.
- Гидерими — колишнє власницьке село, 1079 осіб, 204 двори, православна церква.
- Перельоти — колишнє власницьке село при річці Кодима, 1733 особи, 314 дворів, православна церква, школа.
- Харитинівка — колишнє власницьке село, 144 осіб, 28 дворів, паровий млин.